# TYMSOS
TYMSOS (англ. TYMS opposite strand) – білок, який кодується однойменним геном, розташованим у людей на короткому плечі 18-ї хромосоми. Довжина поліпептидного ланцюга білка становить 123 амінокислот, а молекулярна маса — 13 402.
| 10         |  | 20         |  | 30         |  | 40         |  | 50         |
| ---------- |  | ---------- |  | ---------- |  | ---------- |  | ---------- |
| MTPASGATAS |  | LGRLRARPRS |  | RWDAAYLPAV |  | AAVCVARASH |  | VPNGTLRFGV |
| CKARRTMRPL |  | PRRIEVRTKR |  | GPQRPAAPER |  | SPQPRLPPSR |  | HPSRRGPRRH |
| LSGCSAPACR |  | IPTGCRCPCG |  | RPS        |  |            |  |            |

A: Аланін

C: Цистеїн

D: Аспарагінова кислота

E: Глутамінова кислота

F: Фенілаланін

G: Гліцин

H: Гістидин

I: Ізолейцин

K: Лізин

L: Лейцин

M: Метіонін

N: Аспарагін

P: Пролін

Q: Глутамін

R: Аргінін

S: Серин

T: Треонін

V: Валін

W: Триптофан